# Autobahndreieck München-Eschenried
Das Autobahndreieck München-Eschenried (Abkürzung: AD München-Eschenried; Kurzform: Dreieck München-Eschenried) ist ein Autobahndreieck in Bayern in der Metropolregion München. Es verbindet die Bundesautobahn 8 (Saarland – Stuttgart – München – Salzburg) mit der Bundesautobahn 99a, die hier als Zubringer zum Münchener Autobahnring fungiert.

## Geographie
Das Autobahndreieck liegt auf dem Stadtgebiet von Olching. Die umliegenden Städte und Gemeinden sind Dachau, Karlsfeld, Gröbenzell und die bayrische Landeshauptstadt München. Es befindet sich etwa 40 km südöstlich von Augsburg, etwa 20 km nördlich von Starnberg und etwa 20 km nordwestlich der Münchener Innenstadt.
Auf der A 8 trägt das Autobahndreieck die Anschlussstellennummer 79. Die Anschlussstellen auf der A 99a sind nicht nummeriert.

## Ausbauzustand
Die A 8 ist in südlicher Richtung, genau wie die A 99a auf vier Fahrstreifen befahrbar. Die A 8 in nördlicher Richtung ist sechsstreifig ausgebaut. Alle Überleitungen sind zweistreifig.
Das Dreieck ist in Form einer normalen Gabelung angelegt.
Die fehlenden Relationen München-A 99a und umgekehrt werden von dem Kreuz München-West bedient.

## Verkehrsaufkommen
| Von                              | Nach                      | Durchschnittliche tägliche Verkehrsstärke | Durchschnittliche tägliche Verkehrsstärke | Durchschnittliche tägliche Verkehrsstärke | Anteil Schwerlastverkehr | Anteil Schwerlastverkehr | Anteil Schwerlastverkehr |
| Von                              | Nach                      | 2005                                      | 2010                                      | 2015                                      | 2005                     | 2010                     | 2015                     |
| -------------------------------- | ------------------------- | ----------------------------------------- | ----------------------------------------- | ----------------------------------------- | ------------------------ | ------------------------ | ------------------------ |
| AS Dachau/Fürstenfeldbruck (A 8) | AD München-Eschenried     | 87.500                                    | 86.800                                    | 103.500                                   | 11,7 %                   | 11,6 %                   | 10,2 %                   |
| AD München-Eschenried            | AS München-Langwied (A 8) | 28.700                                    | 33.500                                    | 037.300                                   | 03,9 %                   | 06,0 %                   | 04,8 %                   |
| AD München-Eschenried            | AD München-Allach (A 99a) | 57.700                                    | 52.300                                    | 056.300                                   | 14,9 %                   | 15,6 %                   | 14,8 %                   |